# Dalembertia
Dalembertia é um género botânico pertencente à família Euphorbiaceae.

## Sinonímia
- Alcoceria Fernald

### Espécies
- Dalembertia hahniana
- Dalembertia platanoides
- Dalembertia populifolia
- Dalembertia triangularis

## Nome e referências
Dalembertia Baill.